# Jean-Noël Blanc
 (janvier 2021).
Si vous disposez d'ouvrages ou d'articles de référence ou si vous connaissez des sites web de qualité traitant du thème abordé ici, merci de compléter l'article en donnant les références utiles à sa vérifiabilité et en les liant à la section « Notes et références ».
Jean-Noël Blanc, né le 12 novembre 1945, est un écrivain français de langue française établi à Saint-Étienne depuis plusieurs années. Il écrit aussi bien pour les adultes que pour les enfants, des romans, des recueils de nouvelles et cette forme toute personnelle que sont les « romans par nouvelles ». Sociologue spécialisé dans l'urbanisme, il a par ailleurs publié des ouvrages universitaires sur ces sujets.

## Biographie
Jean-Noël Blanc écrit des romans et des nouvelles qui sont publiés aussi bien pour les adultes que pour la jeunesse. Plusieurs de ses nouvelles ont été reprises dans des recueils collectifs ou des anthologies (chez Gallimard, Hachette, Stock, Hatier, etc.), ou dans des manuels scolaires.
Il a reçu des prix pour ce travail (prix Renaissance de la nouvelle, prix Sivet de l'Académie française, Totem Télérama/Salon de Montreuil, prix Charles-Exbrayat, Grand prix de littérature sportive, prix des Soleils de Nucéra, prix Lettres Frontière, prix Intergraphic, prix de la Nuit du livre, prix de la Nouvelle du Mans, prix de la ville de Lyon, prix Lire au collège, etc.).
Son métier de sociologue (spécialisé dans l'architecture et les questions urbaines) l'a conduit à publier divers ouvrages et articles.

## Publications
Romans, nouvelles et essais
- L'Un ou les Ciels peints, Lyon, Fédérop, 1977
- Alors comme alors, Paris, Ramsay, 1985
- Bardane par exemple, Paris, Ramsay, 1986 ; Gallimard jeunesse, 1999
- avec Raymond Vasselon et Michel Bellet, Vers le logement pluriel : de l'usager aux habitants, Paris, Ministère de l'équipement et du logement, Plan Construction et Architecture, 1988
- Chiens de gouttière, Paris, Seghers, 1989
- Esperluette et compagnie, Paris, Seghers, 1991
- Polarville : images de la ville dans le roman policier, Lyon, Presses universitaires de Lyon, 1991
- Fil de fer : la vie, Paris, Gallimard, coll. Page Blanche, 1992 ; coll. Scripto, 2003
- Galipettes arithmétiques choisies, Paris, Le Dilettante, 1993
- Langue de chat, Paris, Scandéditions-La Farandole, 1993
- Hôtel intérieur nuit, ill. de Pierre-Noël Bernard, Aigues-vives, HB éd., 1995
- Jeu sans ballon, Paris, Éd. du Seuil, coll. Fiction, 1996
- Kakémonos, légers kakémonos, Saint-Étienne, Cahiers intempestifs, 1997
- 90 minutes pour gagner, ill. d’Yves Beaujard, Paris, Gallimard jeunesse, 1998
- On en apprend tous les jours, ill. de Claude Foënet, Aigues-Vives-Québec, HB éd.-L'Instant même, 1999
- Le Rameur de rêves, Illkirch, Le Verger éd., 1999
- Sport et micmacs, Paris, Éd. du Seuil, 1999-…
  - 1. : Tir au but, Paris, Éd. du Seuil, 1999
  - 2. : Le Tour de France n'aura pas lieu, Paris, Éd. du Seuil, 2000
  - 3. : Terminus pour les pitbulls, Paris, Éd. du Seuil, 2001
- Chat perdu, ill. de Jean-Claude Götting, Paris, Gallimard, coll. Folio junior, 2002
- Tête de moi, Paris, Gallimard, coll. Scripto, 2002
- Besoin de ville, Paris, Seuil, 2002
- Le Grand Braquet : le Tour, 23 étapes de légende, Paris, L'Archipel, 2003
- La Légende des cycles, Bordeaux, Le Castor astral, 2003
- avec Francis Nordemann, La Fabrique du lieu : installations urbaines, Saint-Étienne, Publications de l'Université de Saint-Étienne, 2004
- 363000 signes : la chaîne graphique, Saint-Étienne, Cahiers intempestifs, 2006
- Comme si rien : vu par Ann Guillaume, ill. d’Ann Guillaume, Nolay, Les Éd. du Chemin de fer, 2007
- Couper court, Paris, T. Magnier, coll. Nouvelles, 2007
- Le Jardin à moustaches et autres définitions de l'homme : chroniques, Bordeaux, Le Castor astral, 2007
- Marc Chopy, « Basculeurs » 414, 415, 416, en collaboration avec la Direction départementale de l'équipement de la Loire, Saint-Étienne, Éd. des Cahiers intempestifs, 2007
- La Petite Piscine au fond de l'aquarium, Paris, J. Losfeld, 2007
- Le Projet et la « Pensée projet », Saint-Étienne, Publications de l'Université de Saint-Étienne, 2007
- On est les champions, Paris, L'Archipel, 2008
- Virage serré, Paris, Archipoche, 2008
- Le Nez à la fenêtre, Paris, J. Losfeld, 2009
- La Couleur de la rage, Paris, Gallimard Jeunesse, coll. Scripto, 2010
- Tailles douces, Paris, T. Magnier, coll. Nouvelles, 2010
- Biffer,  Le Réalgar, 2012
- L’Inauguration des ruines, Paris, J. Losfeld, 2013
- Nouvelles fraîches, Thierry Magnier, coll. Nouvelles, 2013
- Gros pif, Aé, 2014
- Avec mes meilleurs sentiments, Le Réalgar, 2015
- Figures, Jarjille, 2015
- Des opéras de lumières, Le Réalgar, 2016 - Réédition 2019 - Prix Sivet de l'Académie française
- C'est le dessin qui est le voyage, Jarjille, 2016
- Dans l'atelier de l'écriture, Thierry Magnier, 2017
- Sous le pseudonyme de Jack Key Barral : Les 4 temples, Le Réalgar, 2018
- Mes vies de chats, l'Archipel, 2019
- Parler du pays, Le Réalgar, 2021